# Тънкоклюна чучулига
Тънкоклюна чучулига (Calandrella acutirostris) е вид птица от семейство Чучулигови (Alaudidae).

## Разпространение
Видът е разпространен в Афганистан, Бангладеш, Бутан, Индия, Иран, Китай, Казахстан, Киргизстан, Непал, Пакистан, Таджикистан, Туркменистан и Узбекистан.